# Delio Onnis
Delio Onnis   (Giuliano di Roma, 24 de març de 1948) és un exfutbolista italià, nacionalitzat argentí, de la dècada de 1970.
Pel que fa a clubs, defensà els colors de Almagro, Gimnasia y Esgrima La Plata, Reims i AS Monaco. A data de 2018 és el màxim golejador històric de la lliga francesa de futbol.
També fou entrenador a Toulon i Paris FC.